# Herb gminy Rzeczyca
Herb gminy Rzeczyca – jeden z symboli gminy Rzeczyca.

## Wygląd i symbolika
Herb przedstawia na tarczy koloru czerwonego srebrnego łabędzia ze złotym dziobem i nogami zwróconego w lewo (swoją formą nawiązuje częściowo do herbu szlacheckiego Łabędź), a nad tarczą czerwoną wstęgę ze srebrnym napisem „RZECZYCA”.